# Noves de Segre
Noves de Segre és un nucli de població del municipi de Valls d'Aguilar, a l'Alt Urgell. Amb 134 habitants actualment és el cap del municipi, però ja ho havia estat com a municipi de Noves de Segre. Es troba enlairat damunt la confluència del riu de la Guàrdia i el de Pallerols i antigament havia estat fortificat.